# Грицак Павло Євгенович
Грицак Павло Євгенович — (26.06. 1925–02.04.1958) — український історик. Народився в українському місті Перемишль у родині професора Перемишльської гімназії. Під час Другої світової війни служив у дивізії СС «Галичина». Навчався в УВУ, Мюнхенському та Міннесотському (шт. Міннесота, США) університетах. Вивчав середньовічну історію в Фордемському університеті (м. Нью-Йорк) під керівництвом О.Галецького. 
Автор праць з історії Галицько-Волинської Русі та спогадів, присвячених дивізії СС «Галичина» — «Вежі і кулемети» (Мюнхен, 1959).
Помер у м. Нью-Йорк (США).